# Mehmed Kalakula
Mehmed Rasim Kalakula – żyjący na przełomie XIX i XX wieku kajmakam narodowości albańskiej.

## Życiorys
Pod koniec XIX wieku był kajmakamem w jednym z wilajetów położonych na terenie zachodniej Anatolii.